# Richard Staimer
Richard Staimer [apodos: mayor Staimer / general Hoffmann] (Múnich, 25 de enero de 1907 - Berlín, 24 de octubre de 1982) fue un militar y político comunista alemán, que participó en las Brigadas Internacionales durante la guerra civil española y alcanzó el grado de general en la República Democrática Alemana.
Hijo de un obrero de la construcción, aprendió el oficio de alicatador con el que trabajó hasta casi el final de la década de 1920. En esos años comenzó a desarrollar actividades sindicales, se afilió a la Unión de la Juventud Comunista en 1922 y al Partido Comunista poco después. Al inicio de la década de 1930 ya era miembro del Comité Central del partido y se formó en la Escuela Militar de la Unión Soviética en Moscú. Tras regresar brevemente a Alemania, a la zona de Baviera, huyó de la persecución nazi.
Al declararse la guerra civil española se incorporó a las Brigadas Internacionales en defensa de la legalidad republicana, encuadrado en el batallón Thälmann, mayoritariamente alemán, del que fue comandante. En Madrid coincidió con su compatriota el diputado comunista Hans Beimler, también brigadista, que murió en la capital de varios disparos en diciembre de 1936; su expareja, Antonia Stern, afirmó que había sido asesinado por la GRU (y personalmente por  Richard Staimer). También fue miembro de la XI Brigada durante una parte del otoño de 1937. En 1938 regresó a Moscú y en 1939 fue detenido e internado en un campo de trabajo francés hasta 1941. Buscado por la Gestapo, consiguió la ciudadanía soviética y pudo viajar a Italia, desde donde se refugió en la Unión Soviética. Al final de la Segunda Guerra Mundial regresó a Alemania, estableciéndose en la zona oriental, donde siguió la carrera como policía en Berlín y Leipzig, llegando a ser inspector general y ocupando puestos de responsabilidad en la Asociación para el Deporte y la Tecnología. Fue miembro del Consejo Nacional del Frente Nacional de Alemania Democrática, órgano teórico de alianza de fuerzas políticas pero dominado por el Partido Socialista Unificado de Alemania, que gobernó la República Democrática Alemana. En la década de 1960 fue ascendido al rango de general.